# Bernd Zangerl
Pas d'image ? Cliquez ici
Bernd Zangerl est un grimpeur de bloc autrichien né le 28 septembre 1978 à Flirsch, un village du Tyrol.
Il débute l'alpinisme à l'âge de 15 ans et gravit notamment la voie Bonatti au Grand Capucin dans le  massif du Mont-Blanc à l'âge de 16 ans  ; il commence la compétition d'escalade en 1998, et réussit son premier 8c en 1999. Il se consacre alors au bloc et réalise en 2001 réalise la deuxième ascension de Dreamtime, le premier 8C en bloc. Il est l'un des ambassadeurs officiels de la marque Adidas.

## Films
- Gerald Salmina, Memento...a Boulder life line, 2006 sur youtube